# Herman Josephson
Herman Viktor Josephson, född 10 november 1866 i Norrköping i Östergötlands län, död 29 maj 1953 i Engelbrekts församling i Stockholm, var en svensk företagsledare.
Herman Josephson var son till grosshandlaren Albert Josephson och Sara Nachmanson. Han var innehavare av manufakturfirman Nachmanson & Ericson i Stockholm 1899–1920, verkställande direktör i AB Hyvén i 
Stockholm 1917–1929 och ordförande i dess styrelse 1930–1941. Han var kronoombud i Vasa realläroverk 1926–1929 och ledamot av i lokalstyrelsen för Vasa realläroverk 1929–1935. Som troende var han engagerad i Mosaiska församlingen i Stockholm, där han var föreståndare 1928–1934.
Från 1899 till sin död var han gift med Hilma Heineman (1875–1960), moster till Hakon Josephsson samt dotter till grosshandlaren Max Heineman och Anna Hirsch.